# USS William Jones (DD-308)
Za druga plovila z istim imenom glejte USS William Jones.
USS William Jones (DD-308) je bil rušilec razreda Clemson v sestavi Vojne mornarice Združenih držav Amerike.
Rušilec je bil poimenovan po ameriškemu politiku Williamu Jonesu.

## Zgodovina
V skladu s Londonskim sporazumom o pomorski razorožitvi je bil rušilec 13. avgusta 1930 izvzet iz aktivne službe in 25. februarja 1932 prodan kot staro železo.